# 恋するモンテカルロ
『恋するモンテカルロ』（原題：Monte Carlo）は、2011年制作のアメリカ合衆国のロマンティック・コメディ映画。ニコール・キッドマンが製作に参加している。アメリカでは2週連続でTOP10入りした。日本では劇場未公開。

## あらすじ
テキサスの片田舎で暮らす地味な女子高生グレースは、卒業旅行で親友のエマと義姉のメグと共に、憧れの地パリに向けて旅立つ。だが、参加したのが超スピード重視の激安ツアーだったため、やがて彼女たちは置いて行かれてしまう。
そんな時、グレースがひょんなことから英国の資産家令嬢コーデリアに間違われたことから、彼女たちは夢のようなセレブの世界を体験することに。

## キャスト
- グレース・ベネット/コーデリア・ウィンスロップ＝スコット：セレーナ・ゴメス（二役）（吹替：藤村歩）
- メグ・ケリー：レイトン・ミースター（吹替：弓場沙織）
- エマ・パーキンス：ケイティ・キャシディ（吹替：たかはし智秋）
- オーウェン：コリー・モンティス（吹替：小野大輔）
- パム：アンディ・マクダウェル（吹替：片貝薫）
- ロバート：ブレット・カレン（吹替：白熊寛嗣）
- テオ：ピエール・ブーランジェ（吹替：田坂秀樹）
- ベルナール：クリストフ・マラヴォワ（吹替：佐々木睦）
- ライリー：ルーク・ブレイシー（吹替：加瀬康之）
- アリシア：キャサリン・テイト（吹替：佐藤しのぶ）
- ヴァレリー・ルメルシェ
- アマンダ・フェアバンク＝ハインズ
- シェイ・カンリフ

## テレビ放送
1. BS日テレ、2020年12月27日(日) 21:00 - 22:54
2. BS日テレ、2021年05月02日(日) 15:00 - 16:54[4]